# Smalsted
Smalsted er navnet på en dansk uddød dansk uradelsslægt.
Slægten består af: 
- Wonsfleth,
- Swinen
- en nørrejysk og
- en sønderjysk linje